# Carl-Orff-Stiftung
Die Carl-Orff-Stiftung ist eine gemeinnützige öffentliche Stiftung bürgerlichen Rechts, deren Zweck ist, das künstlerische und pädagogische Werk des Komponisten und Musikpädagogen Carl Orff (1895–1982) zu erhalten und zu verbreiten. Die Stiftung geht auf die testamentarische Verfügung Orffs zurück und wurde am 17. Mai 1984 errichtet. Die Stiftung hat ihren Sitz in Dießen am Ammersee, wo Orff von 1955 bis zu seinem Tode lebte.

## Zweck der Stiftung
Die Stiftung ist Rechtsnachfolgerin von Carl Orff und erhält seinen künstlerischen und pädagogischen Nachlass. Als Eigentümerin des Nachlasses übergab sie diesen an das Orff-Zentrum München als Dauerleihgabe, ausgenommen der handschriftlichen Partituren, die in der Bayerischen Staatsbibliothek aufbewahrt werden. Die Stiftung wahrt und verbreitet Carl Orffs geistiges und künstlerisches Erbe wahrt die Stiftung „insbesondere, indem sie
- die Originalstücke des künstlerischen Nachlasses unveräußerlich in ihrem Bestand sichert,
- die wissenschaftliche Arbeit am Werk Carl Orffs fördert,
- in der Öffentlichkeit das Verständnis für das universale Werk Carl Orffs fördert und seine Verbreitung unterstützt.“[2]

## Stiftungsorgane

### Vorstand
Liselotte Orff († 2012), die Witwe des Komponisten, war testamentarisch von ihrem Mann zum Vorstand der Stiftung auf Lebenszeit berufen worden und übte diese Aufgabe fast 24 Jahre lang aus. Sie hat sich in besonderer Weise für die Verbreitung des musikdramatischen Schaffens von Carl Orff und des Orff-Schulwerks in aller Welt eingesetzt. Liselotte Orff wurde 2008 zur Ehrenvorsitzenden ernannt, als sie den Vorsitz an den Komponisten und Orff-Schüler Wilfried Hiller übergab. Neben Hiller gehören dem Vorstand Axel Linstädt, ehemaliger Hauptabteilungsleiter Musik des Bayerischen Rundfunks, Programmbereichsleiter BR-Klassik und langjähriger Künstlerischer Leiter des Internationalen Musikwettbewerbs der ARD (als geschäftsführender Vorstand) und Rainer Kotzian, Professor für Elementare Musikpädagogik und Vizepräsident an der Hochschule für Musik Nürnberg (zuständiges Vorstandsmitglied für alle Themen rund um das Orff-Schulwerk) an.
Generalsekretärin der Stiftung ist Judith Janowski.

### Kuratorium
- Peter Hanser-Strecker, Verleger der Werke Carl Orffs, Verlag Schott Music Mainz,
- Herbert Kirsch, bis April 2020 Bürgermeister der Marktgemeinde Dießen, Vorsitzender des Kuratoriums
- Franzpeter Messmer, Autor, Festivalleiter, Musikwissenschaftler
- Thomas Rösch, Leiter des Orff-Zentrums München
- Amy Stebbins, Regisseurin, Librettistin und Theaterwissenschaftlerin
- Polo Vallejo, Musikethnologe und Orff-Schulwerk-Experte
- Carsten Wulff, Juristischer Referent beim Bayerischen Rundfunk

## Kooperation mit anderen Institutionen
Die Stiftung erfüllt ihre Aufgaben in enger Zusammenarbeit mit dem Orff-Zentrum München, dem als Staatsinstitut für Forschung und Dokumentation des Freistaats Bayern eine herausragende Rolle in der Betreuung des Archivs und der Förderung der musikwissenschaftlichen Auseinandersetzung mit Leben und Werk zufällt. Zu den Aufgaben des Orff-Zentrums zählt vor allem die Betreuung des Nachlasses von Carl Orff, die wissenschaftliche Erforschung seines Schaffens und seiner Biographie, die Herausgabe von Publikationen und die Durchführung von Veranstaltungen (Konzerte, Vorträge, Symposien und Ausstellungen). Das Orff-Zentrum ist Informationsstelle für die Musik- und Theaterpraxis sowie für die Medien.
Eine ebenfalls enge Kooperation besteht mit der Bayerischen Staatsbibliothek, mit der die Stiftung einen Depositalvertrag über sämtliche Autographen der Bühnenwerke Orffs geschlossen hat (mit Ausnahme von Die Kluge).
Die Stiftung erfüllt ihre Aufgaben in enger Zusammenarbeit mit dem Orff-Institut der Universität Mozarteum in Salzburg, das 1961 von Carl Orff gegründet wurde. Seither sind dort viele Musik- und Tanzpädagogen ausgebildet worden, die Orffs Ideen und musikalisch-künstlerischen Ansatz verbreiten.

## Stiftungstätigkeit
Die Carl-Orff-Stiftung hat die Aufgabe, die Vielseitigkeit Orffs in ihren Tätigkeiten vollumfänglich abzubilden. „Carl Orff war nie nur eins, er war sowohl Musikpädagoge, als auch Komponist, als auch Theatermacher. Es gab sich verändernde Schwerpunkte in seinen verschiedenen Lebensphasen, aber er hat das alles nie wirklich getrennt“.

### Carl-Orff-Preis
Der Carl-Orff-Preis wird an Persönlichkeiten verliehen, die in ihrer Auseinandersetzung mit dem Werk und Schaffen von Carl Orff außergewöhnliche Leistungen vollbracht haben. So hat die Carl-Orff-Stiftung den Preis im Jahre 2009 zum ersten Mal an den Altphilologen und Musikwissenschaftler Werner Thomas (1910–2011) verliehen, der mehr als 50 Jahre Carl Orff widmete. Weitere Preisträger waren der Regisseur John Dew, der Regisseur Lemi Ponifasio, der Komponist Heiner Goebbels, der Dirigent Peter Rundel, die Clara-Schumann-Schule in Leipzig und der Dirigent Christian von Gehren.

### Stipendien
Die Stiftung vergibt Stipendien für Studierende der Bachelor- und Masterstudiengänge sowie des postgradualen Universitätslehrgangs „Advanced Studies in Music and Dance Education – Orff-Schulwerk“ am Orff-Institut der Universität Mozarteum, Salzburg. Darüber hinaus fördert sie die Erstellung von Promotionen und Habilitationen zum pädagogischen und künstlerischen Werk Carl Orffs. Aber auch in Verbindung mit den Carl-Orff-Festspielen wurden bereits Stipendien vergeben.

### Förderung des pädagogischen Werkes
Die Stiftung fördert die Verbreitung des Orff-Schulwerks in aller Welt. Sie unterstützt nationale und internationale Workshops, Projekte, Publikationen und Symposien der internationalen Orff-Schulwerk-Gesellschaften finanziell und fördert dadurch den interkulturellen und musikpädagogischen Austausch.

### Förderung des künstlerischen Werkes
Die Stiftung setzt sich intensiv mit dem künstlerischen Werk Orffs auseinander. Ihre Aufgabe sieht sie darin, neben dem bekanntesten Orff-Werk Carmina Burana auch auf die Bühnenwerke Orffs hinzuweisen.

### Carl-Orff-Museum
Die Stiftung hat gemeinsam mit der Marktgemeinde Dießen die Rechtsträgerschaft für das Carl Orff Museum in Dießen. Im Jahr 2019 startete die Carl-Orff-Stiftung ein Großprojekt, um Lieselottes Orffs letzten Willen zu erfüllen. Die 2012 verstorbene Witwe des Komponisten hatte es der Stiftung auferlegt, ein Nutzungskonzept für das verwaiste Orffsche Anwesen am Ziegelstadel in Dießen zu entwickeln. Deshalb ist nun ein neues familienfreundliches Museum mit großem musikpädagogischen Bereich in Planung. Die Fertigstellung wird voraussichtlich 3 Jahre dauern.

### Carl-Orff-Festspiele Andechs
Die Stiftung unterstützte die regelmäßig stattfindenden Carl-Orff-Festspiele Andechs, die von 1998 bis 2008 unter der Intendanz von Hellmuth Matiasek stattfanden. Von 2008 bis 2015 leitete Marcus Everding die Festspiele. 2015 kam es zum Bruch zwischen dem Kloster Andechs als Veranstalter und der Stiftung; das Kloster erklärte, es sehe sich nicht in der Lage, die Festspiele weiter auszurichten. Grund seien „schwerwiegende und nicht mehr zu überbrückende Differenzen zwischen dem Kloster und der Carl-Orff-Stiftung“. Seit 2017 gibt es wieder Carl-Orff-Festspiele mit neuem Träger und Konzept, zunächst unter dem Namen Carl Orff Fest Andechs & Ammersee, später als Orff Festival Andechs Ammersee, unter der Leitung von Florian Zwipf-Zaharia.

### Förderung der wissenschaftlichen Auseinandersetzung mit dem Gesamtwerk
Das Orff-Zentrum wird durch die Stiftung in enger Zusammenarbeit bei seinen Forschungs- und Dokumentationsaufgaben unterstützt (z. B. Förderung von Publikationsvorhaben, Bestandssicherung und bestandsergänzende Ankäufen, Doktorandenstipendien).
Die Stiftung ist Mitglied im Bundesverband Deutscher Stiftungen.

## ORFF-Lizenz
ORFF ist eine eingetragene Marke der Carl-Orff-Stiftung und wird als Qualitätssiegel für Institutionen und Projekte vergeben (DE-Marke „Orff-Schulwerk“, UM „Orff“, IR „Orff“).
Lizenzierte Institutionen und Projekte (national)
- Andechser ORFF-Akademie des Münchner Rundfunkorchesters (2009 bis 2015)
- ORFF Festival Andechs Ammersee
- ORFF Kunst und Pädagogik – digitale Zeitschrift herausgegeben von der Carl-Orff-Stiftung in Kooperation mit dem Schott Verlag

ORFF-Schulwerk-Gesellschaften (international)
- ORFF-Schulwerk-Gesellschaft Finnland
- ORFF-Schulwerk-Gesellschaft Katalonien
- ORFF-Schulwerk-Gesellschaft Kroatien
- ORFF-Schulwerk-Gesellschaft Türkei

ORFF-Modellschulen (international)
- Scuola Civica Musicale Carl Orff, Piossasco, Italien

ORFF-Schulwerk-Projekte (international)
- ORFF-Schulwerk-Training Nicola Pangia

## Belege
1. ↑  https://stiftungsarchive.de/archive/6260
2. ↑  § 2 der Satzung in der Fassung vom 17. November 2007, zitiert nach der Webseite der Carl-Orff-Stiftung.
3. ↑  https://mugi.hfmt-hamburg.de/artikel/Liselotte_Orff.html
4. ↑  nmz-red/leipzig: Wechsel beim Vorsitz der Carl Orff-Stiftung | nmz - neue musikzeitung. In: nmz.de. 12. Dezember 2007, abgerufen am 16. März 2024.
5. ↑  https://www.kreisbote.de/lokales/landsberg/carl-orff-stiftung-neuer-generalsekretaerin-rad-fortuna-soll-kuenftig-garten-stehen-8192139.html
6. ↑  Archivierte Kopie (Memento des Originals vom 1. März 2021 im Internet Archive)  Info: Der Archivlink wurde automatisch eingesetzt und noch nicht geprüft. Bitte prüfe Original- und Archivlink gemäß Anleitung und entferne dann diesen Hinweis.
7. ↑  https://o-ton.online/Alt/seiten/news/dar_dew_bri_120303.htm
8. ↑  https://www.theaterkompass.de/beitraege/carl-orff-stiftung-zeichnet-den-intendanten-des-staatstheaters-darmstadt-john-dew-mit-dem-carl-orff-preis-2012-aus-38181
9. ↑  https://archiv.ruhrtriennale.de/www.2013.ruhrtriennale.de/en/sys/presse/pressemitteilungsuebersicht1/orff-preis/index.html
10. ↑  http://www.musik-heute.de/13750/dirigent-von-gehren-mit-carl-orff-preis-ausgezeichnet/
11. ↑  http://www.wilfried-hiller.de/news/carl-orff-stiftung-vergibt-erstmals-frater-lambert-stipendium
12. ↑  Dießen - Stiftung baut neues Carl-Orff-Museum. In: sueddeutsche.de. 9. September 2019, abgerufen am 28. Januar 2024.
13. ↑  Armin Greune, Sabine Reithmaier: Aus für die Carl-Orff-Festspiele. In: Süddeutsche Zeitung vom 7. Mai 2015. Online.
14. ↑  Archivierte Kopie (Memento des Originals vom 12. Januar 2020 im Internet Archive)  Info: Der Archivlink wurde automatisch eingesetzt und noch nicht geprüft. Bitte prüfe Original- und Archivlink gemäß Anleitung und entferne dann diesen Hinweis.
15. ↑  Dieter Schöndorfer: Das Erbe der Orff-Festspiele. In: Augsburger Allgemeine vom 15. Juni 2018. Online.
16. ↑  https://register.dpma.de/DPMAregister/marke/register/3020201040837/DE
17. ↑  https://euipo.europa.eu/eSearch/#details/trademarks/004861332
18. ↑  https://www.tmdn.org/tmview/#/tmview/detail/WO500000000914058